# 博運社
株式会社博運社（はくうんしゃ）は、福岡県糟屋郡志免町別府北に本社を置く物流会社。九州地区の医薬品配送においては九州産交運輸とともに圧倒的強みを持っている。
コーポレートステートメントは「こころで応える。こころを結ぶ。」

## 沿革
- 1957年　株式会社博運社設立。
- 1965年　福岡県糟屋郡志免町に本社事務所並びにトラックターミナルを建設。
- 1999年　ISO 9002認証取得
- 2003年　ISO 9001:2000年版へ認証移行。

## 車両
UDトラックスが大半を占めいすゞ自動車、日野自動車が少数にとどまり三菱ふそうに至っては若干の導入がある程である。

## 関連会社
- 流通整備株式会社
- マルマ総業株式会社
- 安心院運輸株式会社
- 株式会社福岡高速運輸